# Hiro H1H
L'Hiro H1H, indicato anche come Idrovolante Tipo 15 (一五式飛行艇?) in base alla convenzione di designazione"lunga", fu un idrovolante a scafo centrale, bimotore biplano, sviluppato in Giappone dall'ufficio tecnico dell'Undicesimo Arsenale Tecnico Aeronavale di Hiro, prefettura di Hiroshima, nei tardi anni venti, e prodotto, oltre che dalla stessa, dal Primo Arsenale Tecnico Aeronavale di Yokosuka e dalla Aichi Tokei Denki KK.
Introdotto nel 1929, venne impiegato nel ruolo di idrobombardiere ed idroricognitore dalla Dai-Nippon Teikoku Kaigun Kōkū Hombu, la componente aerea della Marina imperiale giapponese, nel periodo interbellico.

## Storia del progetto
Agli inizi degli anni venti, nelle prime fasi dello sviluppo dell'aviazione militare in Giappone, data la presenza di sole due aziende aeronautiche nazionali l'Arsenale navale di Kure decise di fondare una propria divisione per soddisfare le esigenze di riparazione e manutenzione del parco velivoli in dotazione alla Marina imperiale giapponese. Oltre a tale attività, in previsione del crescente impiego dell'arma aerea, decise di acquistare una licenza di produzione dell'idrovolante britannico Felixstowe F.5 che propose con successo ai vertici della marina militare e che entrò in servizio dal 1921.
Nel 1926 la marina imperiale espresse l'esigenza di introdurre un nuovo modello atto a sostituire tale velivolo nel servizio operativo, inviando all'arsenale di Hiro, indicato anche con l'acronimo Hirosho, il tenente (Ordnance) Yoshio Hashiguchi come responsabile dell'ufficio tecnico per avviare uno sviluppo basato sull'F.5 attingendo dall'esperienza acquisita dall'azienda nella sua costruzione e da quella acquisita dal personale della marina nei rapporti intrapresi con la Short Brothers. Il progetto riproponeva uno scafo realizzato interamente in legno con il disegno della carena molto simile a quello dell'F.5, ma introduceva una velatura, che seppur riproponendo la configurazione biplana in contrasto con la soluzione monoplana dei prototipi R-1, R-2 ed R-3, era completamente riprogettata al fine di aumentare la velocità massima raggiungibile dal velivolo.
Il primo prototipo, equipaggiato con una coppia di motori Lorraine 1 da 400 hp (298 kW), venne completato nelle strutture dell'arsenale nell'autunno del 1927, e portato in volo dimostrò di possedere buone caratteristiche nelle prestazioni, nella stabilità e nel controllo del volo. Presentato alla commissione esaminatrice della marina, pur avendo questa richiesto alcune modifiche minori, venne accettato, indicato come idrovolante Tipo 15, con la sottoscrizione di un contratto di fornitura da onorarsi appena fosse stato completamente evaso il precedente per l'F.5, il cui ultimo esemplare uscì dalle officine della Hirosho nel febbraio 1929.
Il primo lotto avviato alla produzione riproponeva la motorizzazione dei prototipi, molti dei quali realizzati su licenza dalla stessa Hirosho, seguito dal suo primo sviluppo, accettato dalla marina imperiale nel febbraio 1929, indicato secondo la convenzione di designazione "lunga" Tipo 15-1, con la "corta" H1H1, ed equipaggiato con motori Lorraine W12 da 450 hp (336 kW), prodotti su licenza anche dalla Aichi, abbinati ad eliche bipala in legno. Durante la produzione gli esemplari integrarono alcune modifiche negli alettoni, nel sistema di bilanciamento, nell'impennaggio, che venne modificato aggiungendo due piccoli elementi verticali posizionati sui piani orizzontali, e nella realizzazione dei galleggianti equilibratori, diventati metallici.
La successiva variante, indicata come Tipo 15-kai-1 o H1H2 e rimasta allo stadio di prototipo, introduceva uno scafo metallico dalla medesima forma del precedente in legno ma caratterizzato da una superficie corrugata longitudinalmente simile alla soluzione adottata dalla tedesca Dornier-Werke.

## Varianti
H1H1
variante equipaggiata con una coppia di motori Lorraine 12 E Courlis da 450 hp (336 kW).
H1H2
variante equipaggiata con una coppia di motori Lorraine 12 E Courlis da 450 hp (336 kW) o BMW VII da 500 hp (373 kW).
H1H3
variante equipaggiata con una coppia di motori Lorraine 12 E Courlis da 450 hp (336 kW).

## Utilizzatori
Giappone
- Dai-Nippon Teikoku Kaigun Kōkū Hombu